# Julius Boros
Pour les articles homonymes, voir Boros.
Julius Boros, né le 3 mars 1920 à Bridgeport, Connecticut, décédé le 28 mai 1994 à Fort Lauderdale en Floride, était un golfeur américain.

## Biographie
Il est vainqueur de trois tournois Majeurs, deux U.S. Open en 1952 et 1963 et l'USPGA de 1968. Cette dernière victoire a fait de lui le vainqueur le plus âgé d'un tournoi du Grand Chelem, à l'âge de 48 ans, jusqu'à la victoire de Phil Mickelson à l'USPGA en 2021 à l'âge de 50 ans.
Sa carrière est couronnée de 18 victoires sur le circuit PGA. Sur ce circuit, il a terminé deux fois Joueur de l'Année, en 1952 et 1963.
Il a également été membre de l'équipe de Ryder Cup en 1959, 1963, 1965, 1967.
En 1982, il a été élu au World Golf Hall of Fame.

## Palmarès

### PGA Tour
- 1952 (2) U.S. Open, World Championship of Golf
- 1954 (2) Ardmore Open, Carling Open
- 1955 (1) World Championship of Golf
- 1958 (2) Arlington Hotel Open, Carling Open Invitational
- 1959 (1) Dallas Open Invitational
- 1960 (1) Colonial National Invitation
- 1963 (3) Colonial National Invitation, Buick Open Invitational, U.S. Open
- 1964 (1) Greater Greensboro Open
- 1967 (3) Phoenix Open Invitiational, Florida Citrus Open Invitational, Buick Open Invitational
- 1968 (2) USPGA, Westchester Classic

### Champions Tour
- 1971 PGA Seniors' Championship
- 1977 PGA Seniors' Championship
- 1979 Legends of Golf (avec Roberto DeVicenzo)

### Autres victoires
- 1951 Massachusetts Open
- 1956 Carolinas PGA Championship
- 1964 Carolinas PGA Championship

### Ryder Cup
- Vainqueur en 1959, 1963, 1965 et 1967